# Vrede van Kleef
De Vrede van Kleef werd gesloten op 18 april 1666 in Kleef na de Eerste Münsterse Oorlog. Pas nadat de Engelse subsidie aan de  prins-bisschop van Münster, Bernard van Galen, stopte, keurvorst Frederik Willem I van Brandenburg zijn tanden liet zien, en Lodewijk XIV van Frankrijk hulptroepen stuurde naar Arnhem, sloot Bernard van Galen vrede. 
Holland eiste dat Van Galen van zijn aanspraken op de heerlijkheid Borculo zou afzien, en zijn troepen zou terugtrekken uit het graafschap Zutphen. Hiëronymus van Beverningh wist te bewerkstelligen dat hij toezegde zijn leger te beperken tot 3.000 man. William Temple protesteerde toen Charles Colbert voorstelde een deel van de troepen van de bisschop over te nemen.